# Pseudorthocladius similis
Pseudorthocladius similis är en tvåvingeart som beskrevs av Freeman 1953. Pseudorthocladius similis ingår i släktet Pseudorthocladius och familjen fjädermyggor.
Artens utbredningsområde är Kongo. Inga underarter finns listade i Catalogue of Life.